# Erich Heckel
Erich Heckel (Döbeln, 31. srpnja 1883. – Radolfzell, 2. srpnja 1970.), njemački slikar i grafičar
Jedan je od osnivača udruženja Die Brücke 1905. Sudjelovao je u formiranju i razvoju ekspresionističkog likovnog izraza u Njemačkoj između dva rata. Glavne teme su mu aktovi, likovi klauna i artista, pejzaži. Za vrijeme nacizma bio je na indeksu, a poslije rata je profesor na akademiji u Karlsruheu. 